# Heine Fernandez
Heine Fernandez, nato Heine Lavrsen (Lynderup, 14 luglio 1966), è un ex calciatore danese, di ruolo attaccante.
È primatista di reti con il Silkeborg (8) nelle competizioni UEFA per club.

## Carriera

### Nazionale
Esordisce in nazionale il 4 settembre 1991, giocando il suo unico incontro internazionale contro l'Islanda (0-0).

## Palmarès

### Club

#### Competizioni nazionali
- Campionato danese: 2

Silkeborg: 1993-1994
Copenaghen: 2000-2001
- Coppa di Danimarca: 1

Viborg: 1999-2000
- Supercoppa di Danimarca: 1

Viborg: 2000
- Campionato faroese: 1

HB Tórshavn: 2004
- Coppa delle Isole Fær Øer: 1

HB Tórshavn: 2004

#### Competizioni internazionali
- Coppa Intertoto UEFA: 1

Silkeborg: 1996

### Individuale
- Capocannoniere del campionato danese: 1

1998-1999 (23 reti)